# Isla Ketam
Isla Ketam (en malayo: Pulau Ketam) traducido literalmente, significa Isla del Cangrejo. Se trata de una pequeña isla situada frente a la costa de Puerto Klang, en el estado de Selangor, en el país asiático de Malasia, poblada alrededor de 1880. La isla es fácilmente accesible desde el embarcadero de Puerto Klang en ferry. Las "casas flotantes" que vienen a ver los visitantes que se acercan a la isla son un espectáculo digno de admiración.
Pulau Ketam está equipada con casi todos los servicios básicos. También juega un papel importante como proveedor de pescado, cangrejos, gambas al valle de Klang y es un lugar turístico. Los servicios de ferry están disponibles todos los días.